# Kortessem
Kortessem är en kommun i Belgien.   Den ligger i provinsen Limburg och regionen Flandern, i den östra delen av landet, 70 km öster om huvudstaden Bryssel. Antalet invånare är 8 335.
Omgivningarna runt Kortessem är en mosaik av jordbruksmark och naturlig växtlighet. Runt Kortessem är det tätbefolkat, med 257 invånare per kvadratkilometer.